# Eta Columbae
Eta Columbae (η Col) este denumirea Bayer a unei stele galben-portocalie din constelația Porumbelul. Are o magnitudine aparentă de 3,946. Se află la o distanță de aproximativ 531,2 ani-lumină (162,87 parseci) de Pământ.